# Sophie de Saxe-Cobourg-Saalfeld
Sophie de Saxe-Cobourg-Saalfeld, en allemand Sophie Friederike Karoline Luise von Sachsen-Coburg-Saalfeld, née le 16 août 1778 à Cobourg (Saxe-Cobourg-Saalfeld) et morte le 8 juillet 1835 à Tušimice, Royaume de Bohême, est une princesse et une femme de lettres allemande. Elle devient comtesse de Mensdorff-Pouilly par mariage en 1804. Elle est la sœur aînée de Léopold Ier roi des Belges.

## Biographie
Née à Cobourg en 1778, Sophie de Saxe-Cobourg-Saalfeld est l'aînée des neuf enfants du duc François de Saxe-Cobourg-Saalfeld et de la princesse Augusta Reuss d'Ebersdorf. Elle épouse le 23 février 1804 Emmanuel comte de Mensdorff-Pouilly (né à Nancy le 24 janvier 1777 et mort à Vienne le 28 juin 1853). Il est issu de la maison de Mensdorff-Pouilly, une famille de la noblesse lorraine laquelle tient sa noblesse de la baronnie de Pouilly-sur-Meuse près de Stenay. Ses parents Albert-Louis de Pouilly (1731-1795) et sa femme Marie-Antoinette née de Custines (1746-1800) émigrèrent avec leurs enfants en 1790 hors de la France révolutionnaire,.
Emmanuel prend le nom de Mensdorff (du nom d'une commune du comté de Roussy au Luxembourg). Au moment où il épouse Sophie, il est chef d'escadron dans l'armée autrichienne et ce n'est qu'en 1818 qu'il reçoit le titre héréditaire de comte Autrichien. 
Bien que souveraine, la Maison de Saxe-Cobourg-Saalfeld n'est qu'une de ces nombreuses dynasties régnant sur un minuscule duché du Saint-Empire romain germanique qui rejoint la Confédération du Rhin créée par l'empereur des Français Napoléon Ier qui s'en est autoritairement déclaré le protecteur. 
Néanmoins, une soeur cadette de la princesse a épousé en 1796 le grand-duc Constantin de Russie, fils cadet du tsar Paul Ier de Russie, union brillante qui protège le duché face à "l'Ogre" Français et permet à leur frère cadet Léopold d'être officier dans l'armée Russe. Ce n'est qu'après le Congrès de Vienne qui consacre la chute de l'Empire Français et la victoire des monarchies Européennes sur la Révolution française (et ses valeurs) que la Maison de Saxe-Cobourg-Saalfeld (devenue en 1826 Saxe-Cobourg-Gotha) prendra son envol.   Le mariage de la princesse n'en est pas moins morganatique et la princesse, tout en restant un membre de la famille, en est exclue d'un point de vue dynastique. 
Six fils naissent de ce mariage :
- Hugo Ferdinand de Mensdorff-Pouilly (1806–1847) ;
- Alphonse, comte de Mensdorff-Pouilly (1810–1894); marié 1) en 1843 à Thérèse, comtesse de Dietrichstein-Proskau-Leslie (1823–1856); marié 2) en 1862 à Maria Theresia, comtesse von Lamberg (1833–1876) ;
- Alfred Carl de Mensdorff-Pouilly (1812–1814) ;
- Alexandre de Mensdorff-Pouilly (1813–1871), prince de Dietrichstein zu Nikolsburg en 1868, ministre autrichien des affaires étrangères et premier ministre d'Autriche, marié en 1857 à Alexandrine Maria, comtesse de Dietrichstein-Proskau-Leslie (1824–1906) ;
- Léopold Emanuel de Mensdorff-Pouilly (1815–1832) ;
- Arthur August de Mensdorff-Pouilly (1817–1904) marié en 1853 à Magdalene Kremzow (1835–1899) (séparés en 1882), puis marié en secondes noces en 1902 à Blanche Albertine, comtesse von Wickenburg (1837–1912).

La princesse suit son mari dans plusieurs garnisons de l'empire d'Autriche. Elle effectue également de nombreux et longs séjours à Cobourg, tout particulièrement lorsque son mari participe à de longues campagnes militaires.
De 1824 à 1834, Sophie réside à Mayence où son mari occupe les fonctions de commandant de la forteresse et de vice-gouverneur de cette place forte dont le statut a été renforcé par le Recès de Francfort de 1819. Aimable et cultivée, la comtesse met ses ressources à profit pour aider son mari dans ses tâches militaires. Tous deux réussissent à se faire aimer tant par la garnison que par la population civile. Sophie possède le goût des études et des lettres. 
En 1831, soutenu par l'Angleterre, son frère Léopold, veuf de la princesse de Galles, devient le premier roi des Belges. 
En 1835, Sophie de Mensdorff-Pouilly se fixe à Prague où Emmanuel occupe (de 1835 à 1840) les fonctions de général commandant du royaume de Bohême. Elle meurt des suites d'une congestion pulmonaire le 8 juillet 1835, alors qu'elle rend visite à son fils Arthur, lequel y est en garnison.
Son mari lui survit 18 ans et à sa mort se trouve être le beau-frère du roi Léopold Ier de Belgique et l'oncle de la reine Victoria Ière du Royaume-Uni et du roi Ferdinand II de Portugal.

## Honneur
- Dame grand-croix de l'ordre de Sainte-Catherine (Empire russe[3]).

## Œuvres
Sophie publie, entre autres, deux contes dans la revue Der Kranz à Prague en 1823 et un recueil de contes et de récits Märchen und Erzählungen édité sous le nom de « Sophie S. » à Mayence, en deux volumes en 1830.